# Edmondo Tieghi
Edmondo Tieghi (Ferrara, 17 maggio 1930 – Roma, 28 febbraio 2004) è stato un attore italiano, caratterista in oltre 40 film nel periodo che va dal 1964 al 2002.

## Biografia
Il suo esordio cinematografico avviene nel 1964 nel film Per un pugno di dollari del regista Sergio Leone che lo farà recitare anche nei film Per qualche dollaro in più e in Giù la testa.
Nel 2001 è il protagonista del film Ustica - Una spina nel cuore che sarà distribuito solo nel 2009 del regista Romano Scavolini.

## Filmografia

### Cinema
- Per un pugno di dollari, regia di Sergio Leone (1964)
- Per qualche dollaro in più, regia di Sergio Leone (1965)
- Giù la testa, regia di Sergio Leone (1971)
- Fra' Tazio da Velletri, regia di Romano Scandariato (1973)
- Corte marziale, regia di Roberto Mauri (1973)
- Sette monache a Kansas City, regia di Marcello Zeani (1973)
- Diario di una vergine romana, regia di Joe D'Amato (1973)
- Eroi all'inferno, regia di Joe D'Amato (1974)
- La mafia mi fa un baffo, regia di Riccardo Garrone (1974)
- Quanto è bello lu murire acciso, regia di Ennio Lorenzini (1975)
- Un genio, due compari, un pollo, regia di Damiano Damiani (1975)
- Lo sgarbo, regia di Marino Girolami (1975)
- La malavita attacca... la polizia risponde!, regia di Mario Caiano (1977)
- Operazione Kappa: sparate a vista, regia di Luigi Petrini (1977)
- Kakkientruppen, regia di Marino Girolami (1977)
- Il vizietto, regia di Edouard Molinaro (1978)
- Il commissario Verrazzano, regia di Franco Prosperi (1978)
- Brillantina rock, regia di Michele Massimo Tarantini (1979)
- L'avvertimento, regia di Damiano Damiani (1980)
- Prima della lunga notte (L'ebreo fascista), regia di Franco Molè (1980)
- Storia senza parole, regia di Biagio Proietti (1981)
- Roma. L'antica chiave dei sensi, regia di Lorenzo Onorati (1984)
- The More I See You, regia di Josef Aichholzer (1992)
- Perdiamoci di vista, regia di Carlo Verdone (1994)
- Ustica - Una spina nel cuore, regia di Romano Scavolini (2001)

### Televisione
- Eneide – serie TV (1971-1972)
- Nucleo centrale investigativo – miniserie TV (1974)
- Qui squadra mobile – miniserie TV (1976)
- Il commissario De Vincenzi 2 – serie TV (1977)
- Gli ultimi tre giorni – miniserie TV (1977)
- Il giorno dei cristalli, regia di Giacomo Battiato – miniserie TV (1978)
- Aspetterò, regia di Mario Foglietti – film TV (1978)
- La riva di Charleston – miniserie TV (1978)
- Racconti fantastici – miniserie TV (1979)
- Il piacere dell'onestà, regia di Gianni Vaiano – film TV (1982)
- Il passo falso, regia di Paolo Poeti – film TV (1983)
- Caccia al ladro d'autore – serie TV (1985)
- Mino, regia di Gianfranco Albano – miniserie TV (1986)
- Uomo contro uomo, regia di Sergio Sollima – miniserie TV (1987)
- Piazza Navona – serie TV (1988)
- Soldati di pace – film TV (2001)
- Distretto di Polizia – serie TV, episodi 4x22-4x26 (2003)